# Gypsy punk

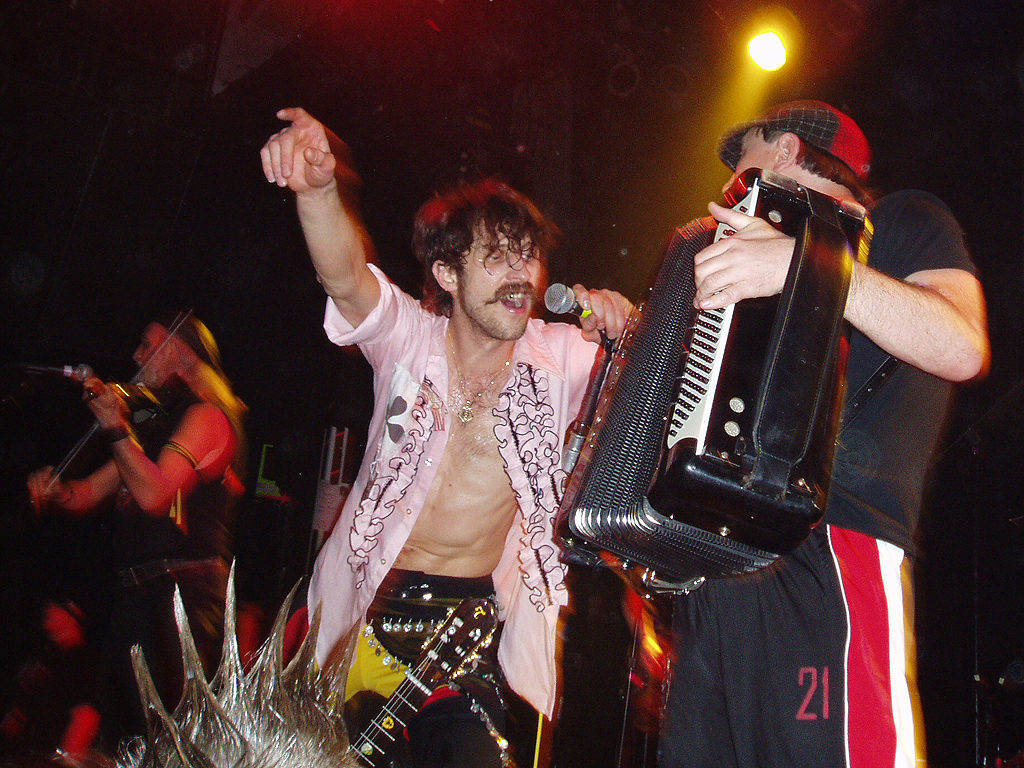
Il genere Gypsy punk prende il nome da Gypsy Punks, un album del 2005 dei Gogol Bordello, qui in concerto nel 2006.

Il gypsy punk (noto anche come immigrant punk) è un sottogenere del punk rock che fonde le sonorità "gypsy" (zingare), nate e sviluppatesi nell'Europa dell'est nel XVIII secolo, con quelle del punk rock.
Le gypsy punk band spesso combinano i ritmi e le strumentazioni tipiche del rock, con strumenti tipici delle culture dell'est Europa come batteria, tamburellofisarmonica, violino, tromba e sassofono. Nonostante il termine gypsy si riferisca all'Est slavo, parecchi gruppi provengono da altri paesi, spesso con influenze dalla musica popolare russa e ebraica e world music.
Spesso questo genere può essere cantato in diverse lingue.  Uno dei primi gruppi rock a incorporare elementi di musica punk e zigana furono i Motherhead Bug, attivo principalmente nei primi anni '90. I principali esponenti del genere sono i Gogol Bordello, che per primi hanno iniziato ad utilizzare il termine gypsy punk in riferimento al proprio stile musicale.
Sebbene questo complesso non sia stato l'iniziatore della corrente, è certamente quello di maggior successo commerciale ed esposizione mediatica.

## Storia
L'origine del termine Gypsy Punk può essere discutibile, ma si concorda sul fatto che la cultura rom sia il modo in cui è iniziata. I romanì, che sono sparsi in tutto il mondo, hanno influenzato l'industria della musica nell'ovest attraverso gruppi come i Gogol Bordello. La strumentazione est-europea e tradizionale e i testi multilingue sono entrambe caratteristiche comuni della musica romanì. Nel caso dei Gogol Bordello, il ritmo ottimista e il "canto urlato alla punk" insieme a queste caratteristiche comuni zigane creano un esempio concreto di ciò che è noto come Gypsy punk. "La parola "gypsy" affiancata al termine "punk" ha implicazioni interessanti in quanto il punk racchiude in sé un particolare modo di ribellione, anarchia e resistenza in un contesto occidentale" che è bene notare dal momento che al tempo Gogol Bordello e altre band stavano introducendo questo genere, "il movimento punk è stato identificato nella cultura di massa con l'affermazione definitiva dell'annientamento delle norme musicali e sociali, respingendo collettivamente le regole del passato a causa del presente e futuro cupo e ipocrita che hanno fornito". Questo per dire che i rom che si sono stabiliti in Occidente hanno preso elementi dalla "musica Rom in uno stile che è in debito con il punk occidentale" Poiché il Gypsy punk è una miscela di musica tradizionale e musica popolare nella cultura occidentale, i rom stanno colonizzando e apparentemente si stanno insediando in una loro libera identità. La musica stessa "è considerata un movimento post-coloniale".

## Filosofia
Sin dalle loro migrazioni dalla loro patria originaria in India, i rom sono stati così diffusi che "mancano di una patria". Il Gypsy punk non è solo pieno di cultura rom, ma anche della sua mancanza. Per i rom, la musica è stata identificata come una "forma primaria di espressione culturale" I rom, attraverso i loro legami con l'influenza punk occidentale, hanno creato musica che consente a coloro che suonano di esprimersi e forgiare un'identità. 
Il Gypsy punk non è solo utilizzato ed eseguito da persone di cultura rom. Il punk incapsula "ribellione, anarchia e resistenza". Questi pensieri vengono poi trasferiti al genere ibrido di "Gypsy Punk". Ciò indica che le esibizioni di zingari e la musica stessa promuovono la libertà di coloro che partecipano al genere. È una versione romantica delle vite di una vera “gitana”. Invece di essere "russi", "ebrei", "est-europei", ecc. Possono "articolare le loro identità, unendosi allo spettacolo di essere uno zingaro selvaggio e errante". Facendo sembrare l'attuale cultura gitana qualcosa che non lo è, “non considera l'autenticità della rappresentazione rom ma piuttosto replica una versione idealizzata e immaginata di cosa significhi essere uno gitano.

## Band Gypsy punk
- Afenginn
- Alamaailman Vasarat
- Alejandro Toledo and the Magic Tombolinos
- Bad Buka
- Baildsa
- Balkan Beat Box
- Bella's Bartok
- Bohemian Betyars
- Buffo's Wake[9]
- Blackbird RAUM
- Confraria da Costa
- Crash Nomada
- DJ.Rock Gitano[10]
- DeVotchKa
- Di Nigunim
- Diego's Umbrella
- Dorlene Love
- Emir Kusturica & The No Smoking Orchestra
- Outrage[11]
- Firewater
- Foltin
- Gogol Bordello
- Golem
- Gypsy Ghosts
- The Hatters
- Insomniac Folklore
- Juana Ghani
- KAL
- The Coconaut Rockers
- The Kava Kings
- Kultur Shock
- The Lemon Bucket Orkestra
- Mischief Brew/Guignol
- The Mouldy Lovers
- The Penny Black Remedy
- This Way to the EGRESS
- Räfven
- Rail Yard Ghosts
- The Urban Voodoo Machine
- Viza
- The World/Inferno Friendship Society
- Zdob şi Zdub
- Emir Kusturica & The No Smoking Orchestra
- O'Ciucciariello